# Uvarus nubilus
Uvarus nubilus är en skalbaggsart som först beskrevs av Régimbart 1895.  Uvarus nubilus ingår i släktet Uvarus och familjen dykare. Inga underarter finns listade i Catalogue of Life.